# Domènec Cols i Puig
Domènec Cols i Puig (spanisch: Domingo Cols y Puig, * 11. November 1928 in Sant Pau d'Ordal (Subirats, Alt Penedès); † 5. Januar 2011 in Barcelona) war ein katalanischer katholischer Priester, Organist und Komponist.

## Leben und Werk
Er studierte Theologie am Seminari Conciliar de Barcelona, dem Priesterseminar von Barcelona. 1952 wurde er zum Priester geweiht. Bis 1954 wirkte er als Organist in Salvador del Vendrell. Von 1956 bis 1963 wirkte er Kapellmeister und zweiter Organist der Kathedrale von Barcelona. Während dieser Zeit studierte er Klavier bei Joan Gibert i Camins und Jordi Torra sowie Orgel bei Montserrat Torrent am Conservatori Superior del Liceu und am Conservatori Municipal de Música de Barcelona. Er setzte 1959 und 1960 diese musikalischen Studien in Paris und Le Mans fort und widmete sich seit dieser Zeit der Interpretation und Komposition geistlicher Werke. 1975 gründete er das Zentrum für Animadors del Cant Litúrgic (Zentrum für Fachbeauftragte für liturgischen Gesang). 1985 wurde er zum Titularorganisten der Kathedrale von Barcelona ernannt. Er war verantwortlich für die bestehenden Chöre der Kathedrale und gründete mehrere Chöre wie den Coral Sant Esteve de Castellar del Vallès und den Coral Santa Eulàlia der Kathedrale von Barcelona neu. 1989 wurde er zum Kanoniker der Kathedrale von Barcelona ernannt.